# Iglesia de Santa Caterina (Chernígov)
La iglesia de Santa Caterina (en ucraniano: Катерининська церква) es una iglesia ortodoxa ucraniana que se sitúa en Chernígov, en el óblast homónimo de Ucrania. El templo es la sede de la eparquía de Chernígiv. La iglesia forma parte de la reserva histórica del Chernígov antigua, siendo uno de los principales monumentos arquitectónicos de la ciudad y el mayor monumento del barroco ucraniano de los siglos XVII y XVIII que se ha conservado en su estado original.    

## Historia
La iglesia de Santa Catalina fue construida en honor al heroísmo del regimiento de cosacos de Chernígov que participó en el asalto a la fortaleza otomana de Azov en 1696 bajo el mando del coronel Yakiv Lizohub. La iglesia fue consagrada en 1715 en honor a Santa Catalina, que fue respetada en Ucrania durante mucho tiempo.
En 1837 se añadió el nártex a la fachada occidental de la iglesia y el campanario se erigió en 1908. Ambos fueron desmontados durante la restauración de la iglesia.
La iglesia sufrió daños en la Segunda Guerra Mundial de 1941 a 1943, cuando se quemaron los tejados y las cimas de las cúpulas. Las obras de restauración se llevaron a cabo en dos fases: 1947-1955 y 1975-1980. En la primavera de 1990, un grupo de cosacos de Chernígov reanudó su actividad, que había sido reprimida por las autoridades soviéticas desde 1933.
En 1992, la comunidad cosaca ortodoxa de la iglesia de Santa Catalina fue registrada oficialmente por el Estado y en 1994 fue reconocida como "sucesora de los derechos y deberes correspondientes" de la comunidad anterior. El 2 de abril de 1995, la comunidad cosaca ortodoxa fue puesta bajo la protección del patriarca de Kiev.
Después de que la iglesia fuera transferida a la Iglesia ortodoxa de Ucrania, los representantes de la Iglesia ortodoxa ucraniana instalaron una "iglesia de campamento" en forma de carpa de lona en las paredes del edificio. Después del Euromaidán, la carpa fue desmantelada el 21 de febrero de 2014 por los creyentes bajo la presión de la comunidad de Chernígov. Los miembros de los cosacos de la comunidad participaron en la guerra del Dombás. El 26 de junio de 2014, murió el feligrés Mikola Bruy, cerca de la ciudad de Lugansk y su entierro se celebró en la catedral de los cosacos. De acuerdo con la tradición ucraniana y la antigua costumbre cosaca, en la iglesia se inscribió una lista sinódica de 134 nombres de "héroes de la región de Chernígov", incluidos 24 personas que murieron luchando por Ucrania. 
Tras la invasión rusa de Ucrania, la iglesia de Santa Caterina resultó dañada en un ataque con cohetes en 2022 durante el batalla de Chernígov.

## Arquitectura
La iglesia está construida con ladrillos y tiene planta cruciforme con cinco cúpulas. La composición es céntrica, construida en forma de pirámide, con la cúpula central más alta y las inferiores colocadas sobre las mangas facetadas de una cruz arquitectónica. Las fachadas son un rasgo característico de la iglesia, decorado principalmente por los márgenes del portal y las ventanas: frontones triangulares, marcos y cornisas de corte superficial.  El ladrillo, que había reemplazado al zócalo en el momento de la construcción, se utiliza tanto como material de construcción como ornamental, y las fachadas están enlucidas y encaladas.     
El rasgo característico del interior es su apertura hacia arriba. Es una iglesia de cinco cámaras sin pilares coronada por cinco cúpulas. La parte superior está diseñada en estilo tradicional ucraniano, con fracturas. Las paredes están encaladas, mientras que las cúpulas y las cruces están doradas.    

## Galería

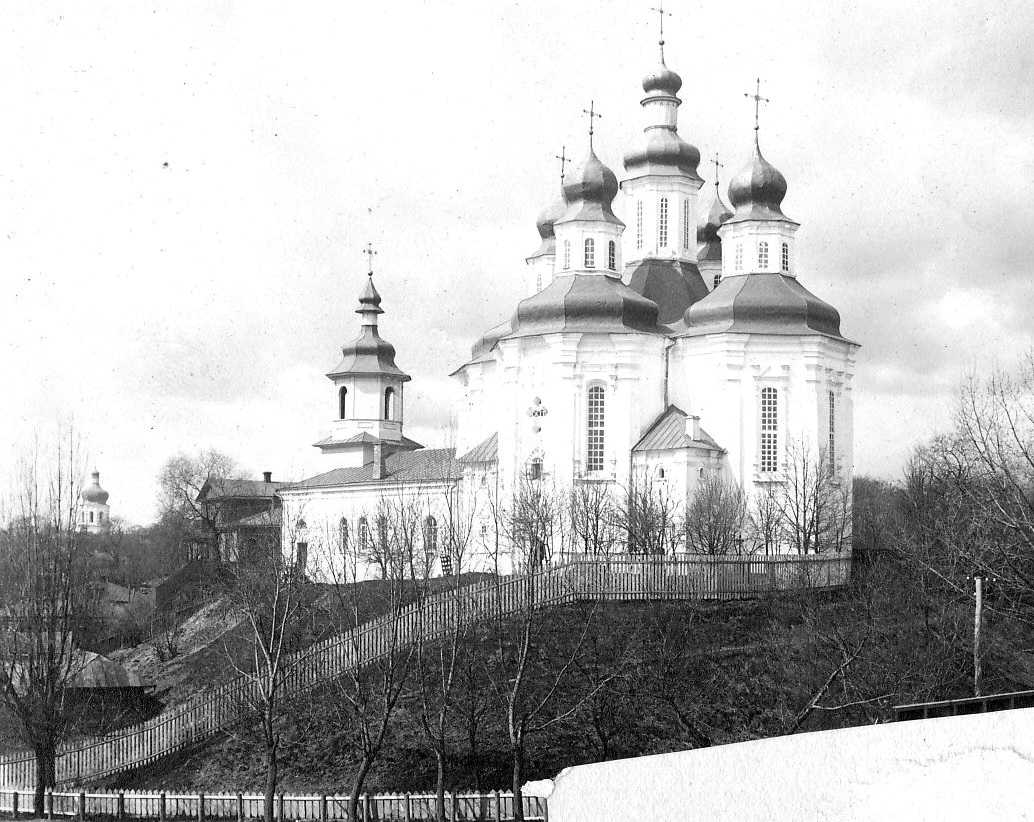
Iglesia en 1917
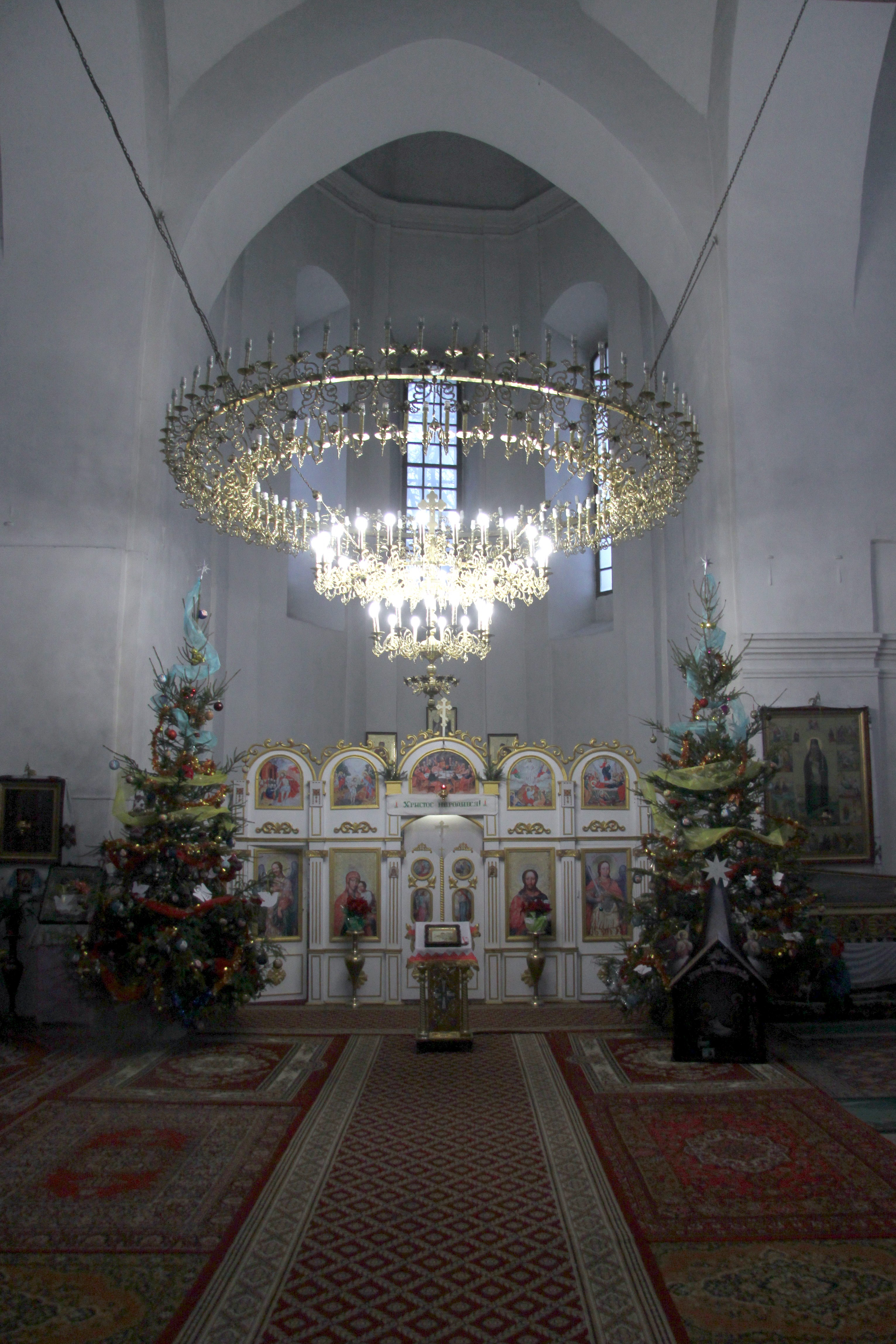
Interior de la iglesia
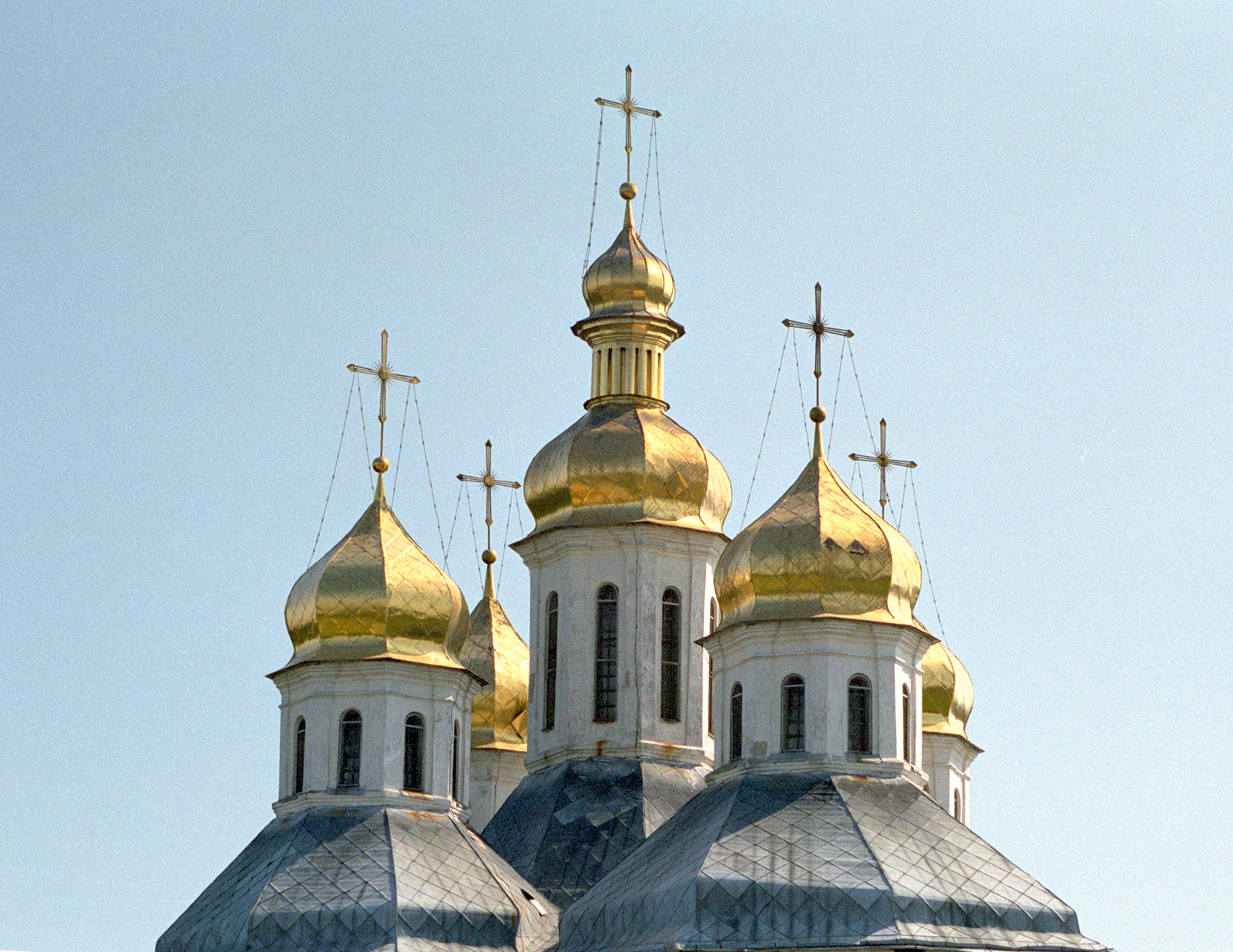
Detalle de las cúpulas